# Леманг
Лема́нг (индон. и малайск. lemang) —  национальное блюдо ряда стран Юго-Восточной Азии, в частности, Индонезии, Малайзии, Брунея и Сингапура. Представляет собой  рис, сваренный в кокосовом молоке в полых стволах бамбука на открытом огне. У многих народностей является важным праздничным и ритуальным блюдом.

## Происхождение и распространение
Леманг исторически представляет собой один из основных способов приготовления риса, принятых у ряда народов Малаккского полуострова, а также западной и центральной части Малайского архипелага. Изначально особое распространение он получил среди семангов, сеноев, даяков, минангкабау, батаков, минахасцев, у которых и в настоящее время относится к числу важнейших национальных блюд. Вместе с тем, в результате активного расселения представителей части этих народов в XIX—XX веках за пределы мест их исторического проживания, практика изготовления леманга была перенята во многих других регионах Индонезии и Малайзии, а также в Сингапуре и Брунее. Название «лема́нг» при этом сохранилось и является общим для всех этих стран.

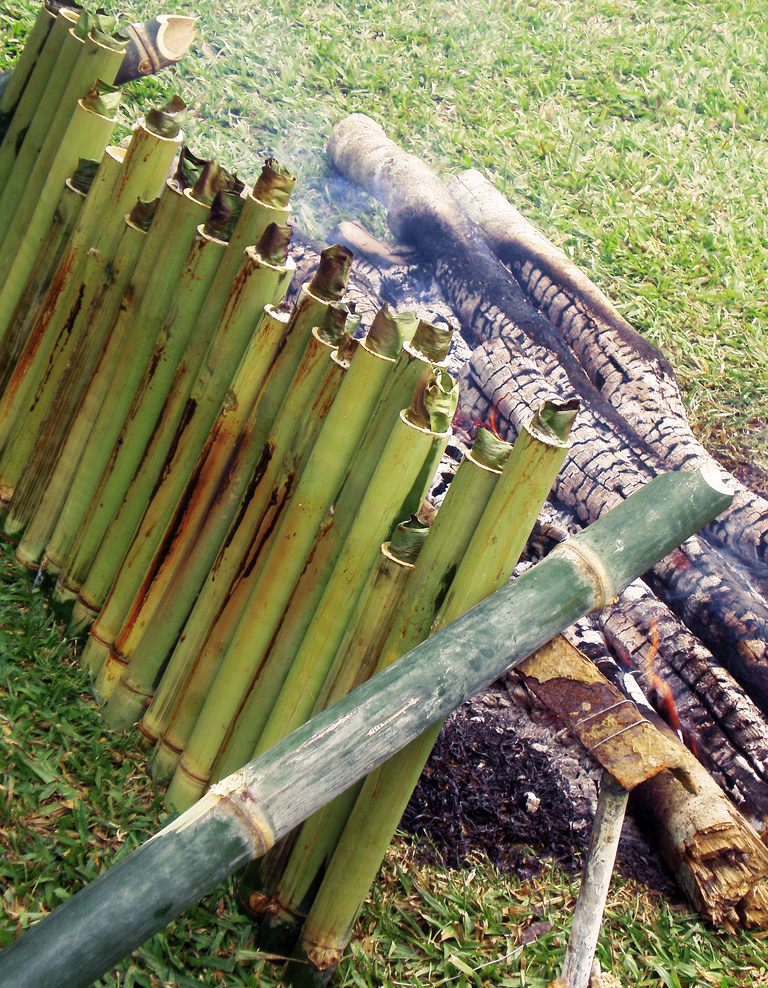
Приготовление леманга в пригороде Куала-Лумпура

При этом, если в Малайзии леманг получил практически равномерное распространение на всей территории страны, то в Индонезии он популярен прежде всего на Суматре, Калимантане и севере Сулавеси. Прозвище «город леманга» (индон. kota lemang) или «столица леманга» (индон. ibu-kota lemang) прочно закрепилось за Тебингтинги, расположенным в провинции Северная Суматра. Там леманг является главным местным кулинарным специалитетом и неизменным атрибутом любых праздничных мероприятий. Так, 1 июля 2013 года в ходе специальной благотворительной акции, приуроченной к 96-летию основания города, был приготовлен леманг 96 различных вкусов — этот результат был зафиксирован в качестве «мирового рекорда, поставленного в Индонезии» Индонезийским музеем мировых рекордов. Большую роль леманг играет и в повседневном рационе горожан: к примеру, лишь одна из многочисленных харчевен города, специализирующихся на этом блюде, продает ежедневно более 700 бамбуковых стволов, набитых рисом.

## Приготовление и разновидности
Для приготовления леманга используются обрезки зрелых стволов бамбука диаметром не менее 7-8 см и длиной не менее полуметра. Полые обрезки выстилаются изнутри молодыми листьями банана или, реже, других растений, во избежание прилипания риса к внутренней стороне дерева. Для придания листьям большей эластичности их обычно ошпаривают кипятком или паром.
Рис, предпочтительно клейких сортов, замачивается по крайней мере в течение получаса, затем набивается внутрь бамбуковых коленец. Туда же заливается подсоленное кокосовое молоко, которое нередко предварительно кипятится с  мелко нашинкованным луком, различными специями или пряностями. Наполненные бамбуковые стволы закрываются затычками из свёрнутых листьев и устанавливаются в наклонном положении вокруг костра или в очаге и прожариваются в течение длительного времени — порядка четырёх-пяти часов. За это время стволы несколько раз проворачиваются вокруг своей оси. После жарки извлеченные из огня бамбуковые стволы остужаются. В закрытом виде леманг может храниться несколько дней. Для извлечения готового продукта бамбуковые стволы расщепляются с помощью ножа или топора.
Извлечённый из бамбуковой оболочки леманг представляет собой ровный плотный цилиндрический брикет риса, обернутый банановыми листьями. Внешний слой риса обычно приобретает светло-зелёный или желтоватый оттенок, а также специфический аромат за счёт длительного контакта с банановыми листьями во время термической обработки.

## Подача и употребление

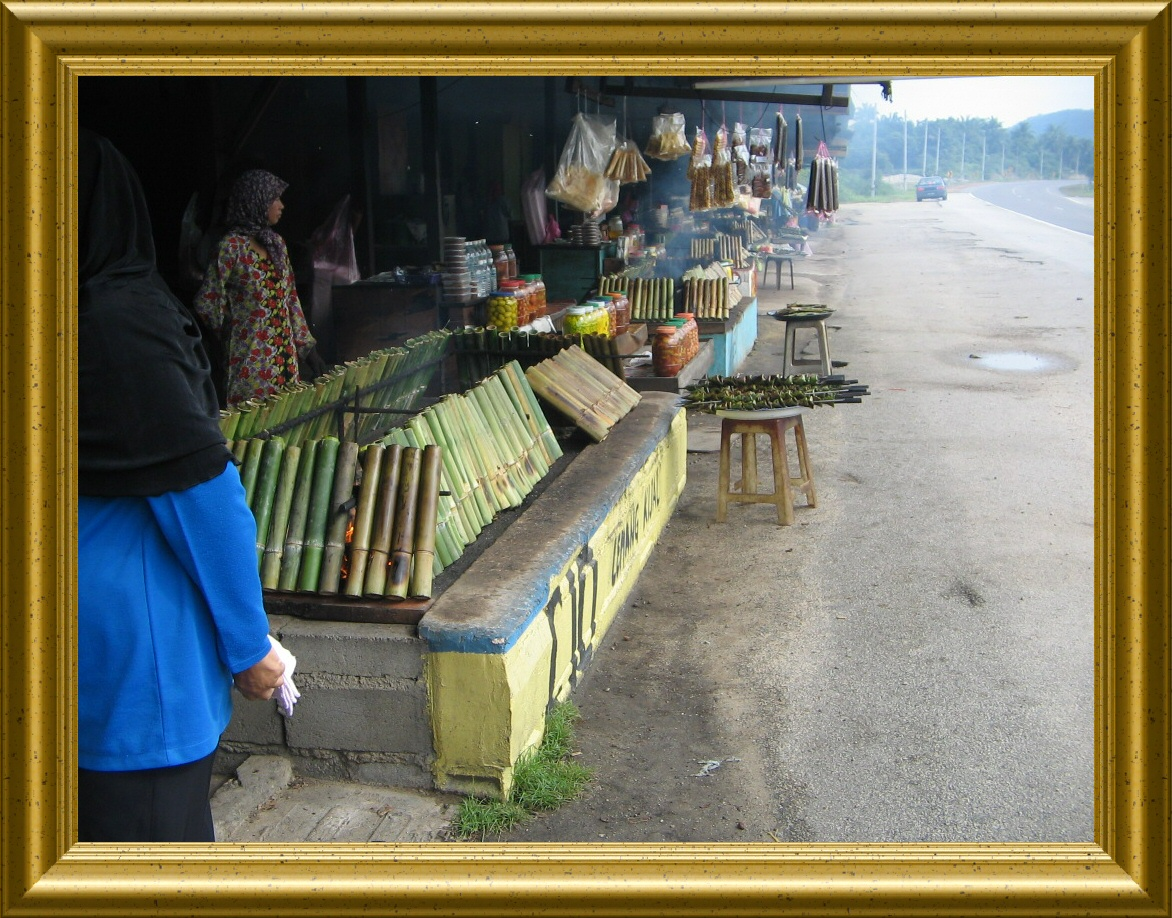
Продажа леманга у дороги в малайзийском штате Тренгану

В регионах своего изначального распространения леманг является традиционным «походно-полевым» блюдом, которое готовят крестьяне, охотники или лесорубы, находясь на удалении от постоянного жилья. Кроме того, леманг нередко используется в качестве дорожного съестного припаса, благодаря тому, что бамбуковая и листвяная оболочки обеспечивают достаточно длительную сохранность готового риса, а твердая форма продукта облегчает его транспортировку.
Вместе с тем, почти повсеместно леманг обрел и роль праздничного блюда, а его приготовление превратилось в досуговое мероприятие — сходное с тем, которое представляет в американской кулинарной и общественной культуре барбекю. У даяков он является неотъемлемым атрибутом праздника «Гавай», знаменующего завершение сбора урожая и отмечаемого в современной Малайзии на официальном уровне. Кроме того, во многих местностях Индонезии и Малайзии леманг стал одним из основных блюд трапезы, приуроченной к мусульманскому празднику Ураза-байрам, именуемого в регионе «Идуль-Фи́три», «Айдилфи́три» (индон. Idul Fitri, малайск. Aidilfitri), а также подается к столу в ходе различных семейных и общинных торжеств.
Во многих районах Индонезии и Малайзии леманг часто продаётся в нераскрытом виде на традиционных базарах, а также уличными разносчиками. От бамбуковых контейнеров и листвяной оболочки он обычно очищается непосредственно перед употреблением. К столу он подается, как правило, порезанный на ломти толщиной 2-4 см и обычно служит гарниром к различным блюдам из мяса, курятины или овощей.